# Zuestollen
Zuestollen är en bergstopp i Schweiz. Den ligger i distriktet Wahlkreis Toggenburg och kantonen Sankt Gallen, i den östra delen av landet. Toppen på Zuestollen är 2 235 meter över havet.  Zuestollen ingår i Churfirsten.
Den högsta punkten i närheten är Hinterrugg, 2 306 meter över havet, 1,5 km öster om Zuestollen.
I omgivningarna runt Zuestollen förekommer i huvudsak kala bergstoppar och i dalgångarna ängar samt blandskog.